# William McCrea (astronome)
Pour les articles homonymes, voir William McCrea.
William Hunter McCrea (né le 13 décembre 1904 à Dublin – mort le 25 avril 1999,) est un astronome et mathématicien britannique.

## Biographie
Sa famille déménage à Kent en 1906, puis au Derbyshire, où William McCrea fréquente la Chesterfield Grammar School (en). Son père est un maître d'école à la Netherthorpe Grammar School (en) de Staveley. En 1923, il fréquente le Trinity College (Cambridge), où il étudie les mathématiques. Il obtient un PhD en 1929 sous la direction de Ralph H. Fowler.
Par la suite, McCrea enseigne les mathématiques à l'université d'Édimbourg en 1929. Il enseigne également à l'Imperial College London. En 1936, il dirige le département de mathématiques de l'Université Queen's de Belfast. Après avoir servi lors de la Seconde Guerre mondiale, il intègre le département de mathématiques du Royal Holloway College en 1944.
En 1965, McCrea crée le centre d'astronomie du département de physique de l'université du Sussex. Il meurt le 25 avril 1999 à Lewes.

## Découvertes
En 1928, il étudie l'hypothèse d'Albrecht Unsöld et découvre que le Soleil est constitué de trois quarts d'hydrogène et d'un quart d'hélium, avec environ 1 % d'autres éléments.
En 1964, il propose une explication des origines des trainardes bleues,,.

## Récompenses et distinctions
McCrea a été président de la Royal Astronomical Society de 1961 à 1963 ainsi que président de la Section A de la British Science Association de 1965 à 1966. En 1976, il reçoit la médaille d'or de la Royal Astronomical Society. Il est fait chevalier en 1985.